# 이별 파티
이별 파티(It's My Party)는 미국에서 제작된 랜달 크레이저 감독의 1996년 드라마 영화이다. 마거릿 조 등이 주연으로 출연하였고 랜달 크레이저 등이 제작에 참여하였다.

## 출연

### 주연
- 마거릿 조
- 에릭 로버츠
- 올리비아 뉴튼 존
- 로디 맥도웰

### 조연
- 그레고리 해리슨
- 조지 시걸

## 제작진
- 라인프로듀서: 해리 냅
- 협력프로듀서: 디시 마코브스키
- 미술: 클락 헌터
- 의상: 다니엘 킹